# Bazougers
Bazougers település Franciaországban, Mayenne megyében. Lakosainak száma 1086 fő (2022. január 1.). Bazougers Arquenay, La Bazouge-de-Chemeré, Louvigné, Parné-sur-Roc, Saint-Denis-du-Maine, Saint-Georges-le-Fléchard és Soulgé-sur-Ouette községekkel határos.

## Népesség
A település népességének változása:
| Lakosok száma | 781  | 864  | 869  | 976  | 1136 | 1133 | 1106 | 1096 | 1095 | 1086 |
|               | 1968 | 1982 | 1990 | 2006 | 2013 | 2015 | 2017 | 2019 | 2020 | 2022 |